# Saint-Denis-lès-Sens
Saint-Denis-lès-Sens je francouzská obec v departementu Yonne v regionu Burgundsko-Franche-Comté.

## Vývoj počtu obyvatel
Počet obyvatel

## Památky
- novogotická kaple Sainte-Colombe